# Vanessa canace
Vanessa canace är en fjärilsart som beskrevs av Carl von Linné 1763. Vanessa canace ingår i släktet Vanessa och familjen praktfjärilar. Inga underarter finns listade i Catalogue of Life.

## Bildgalleri

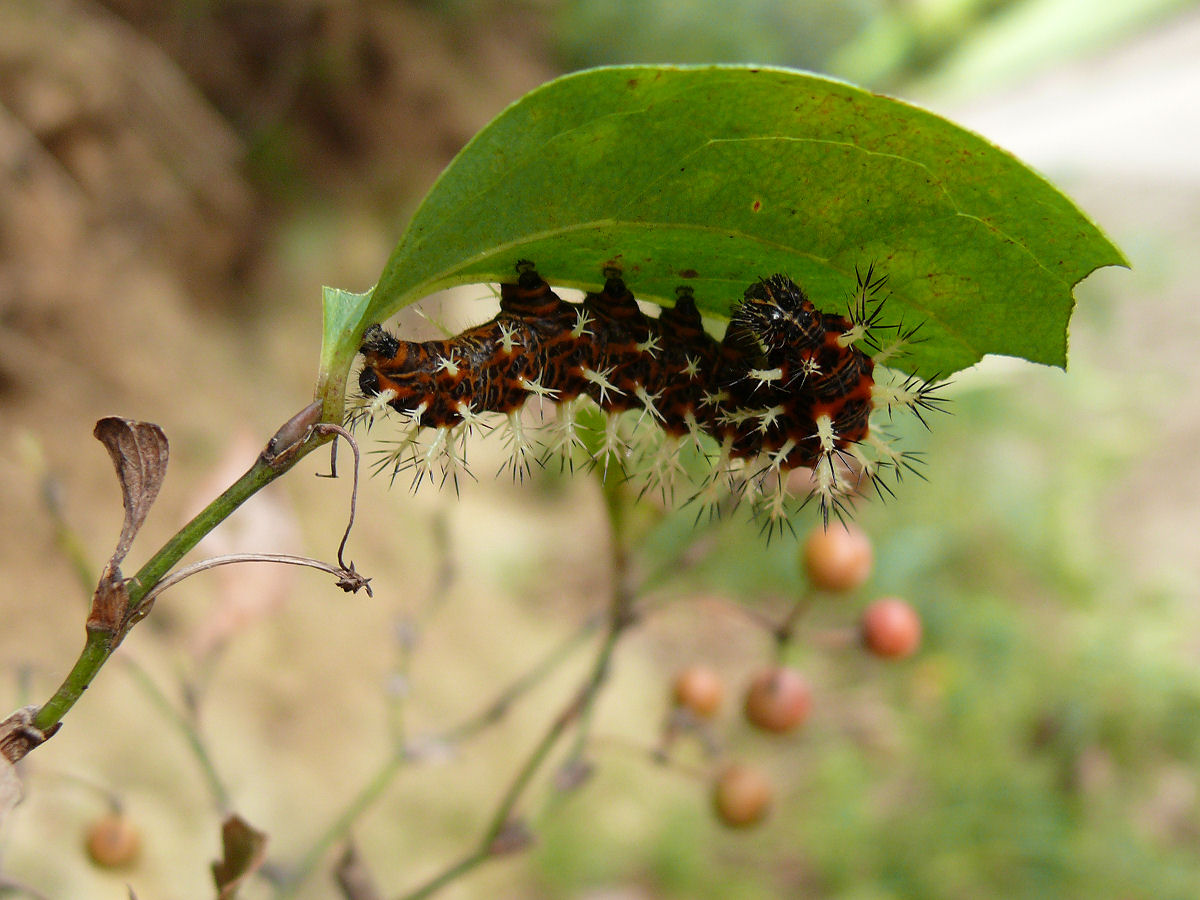
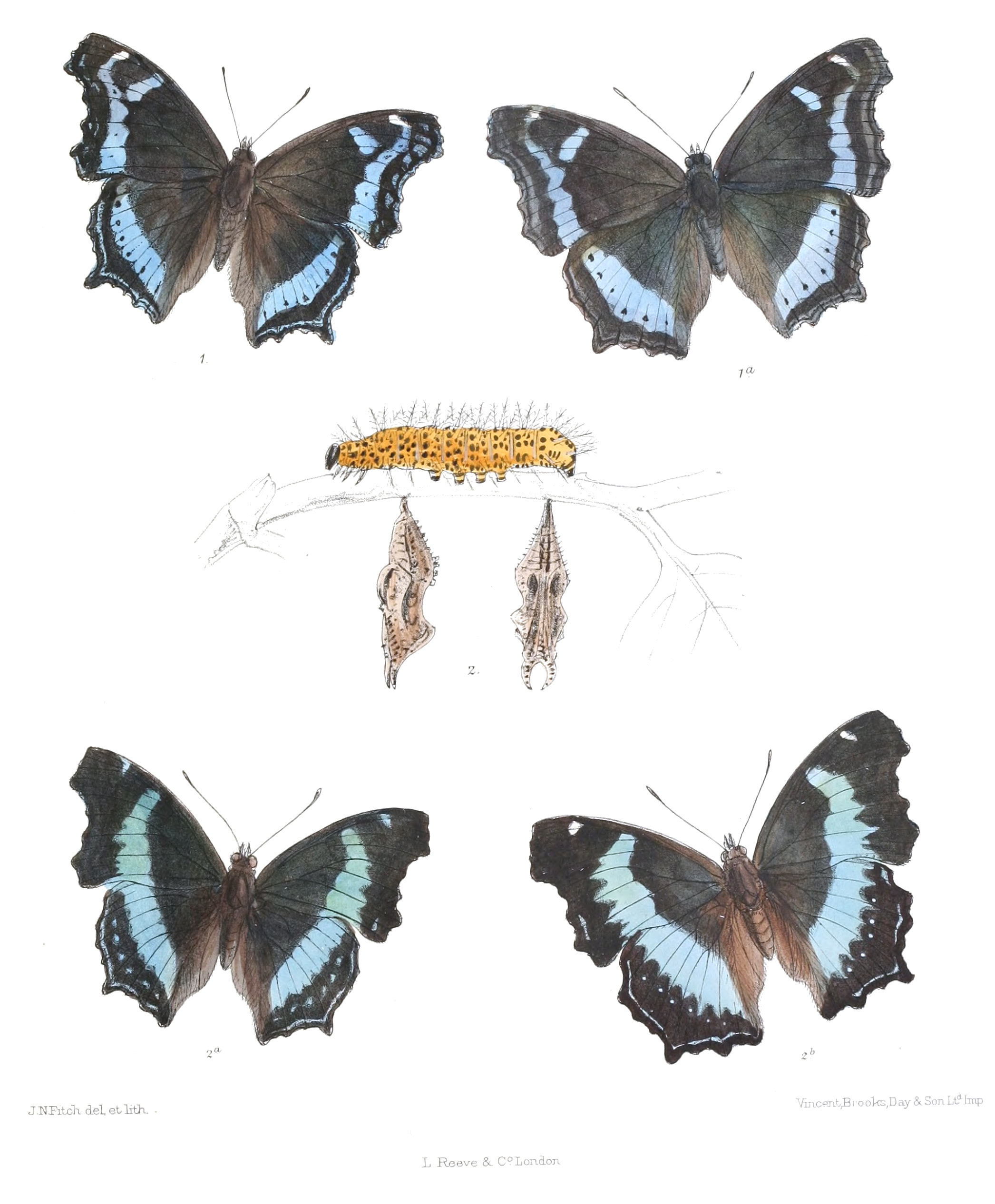
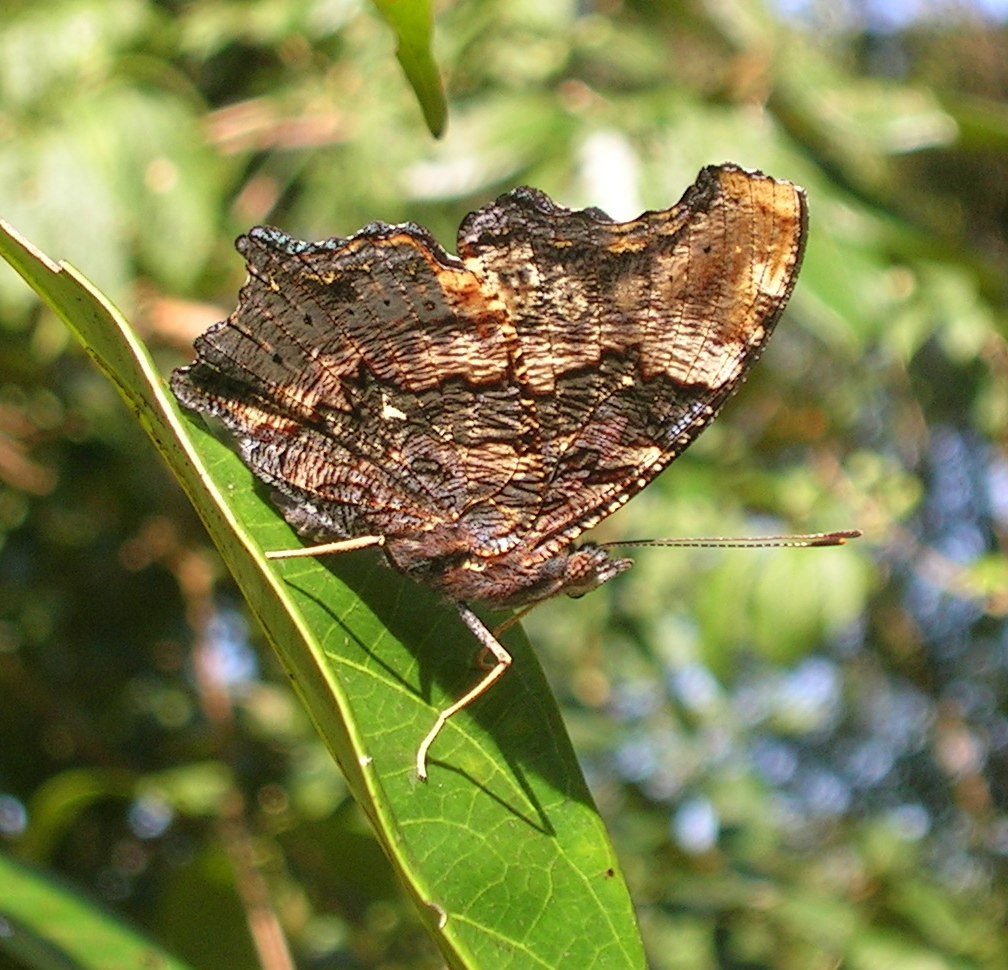
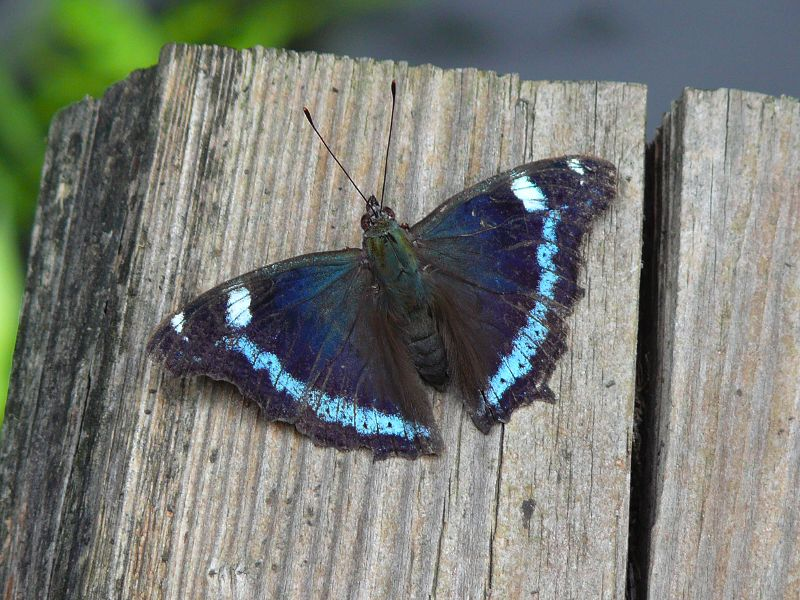
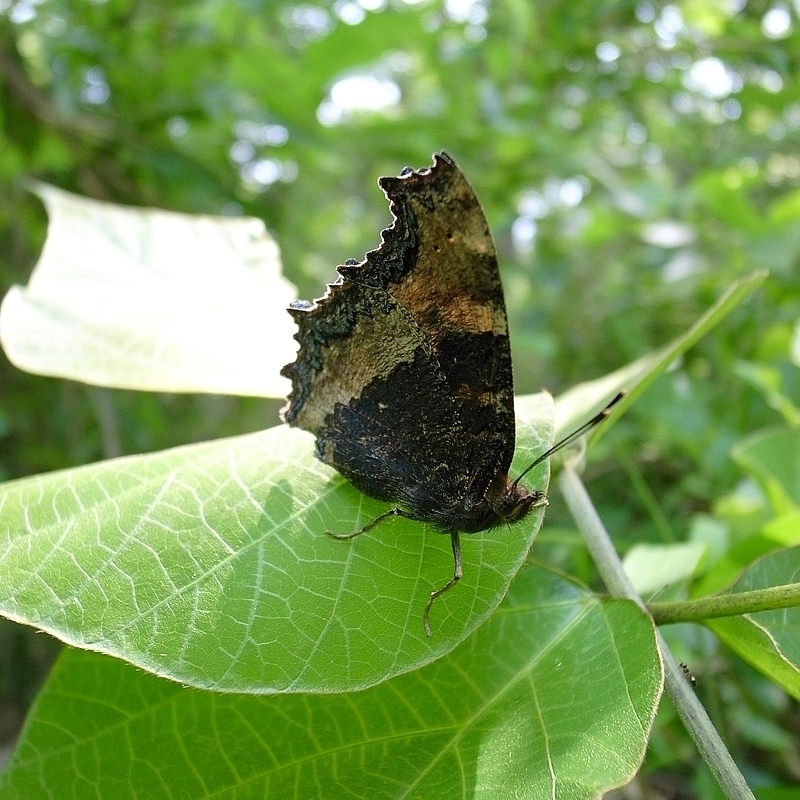
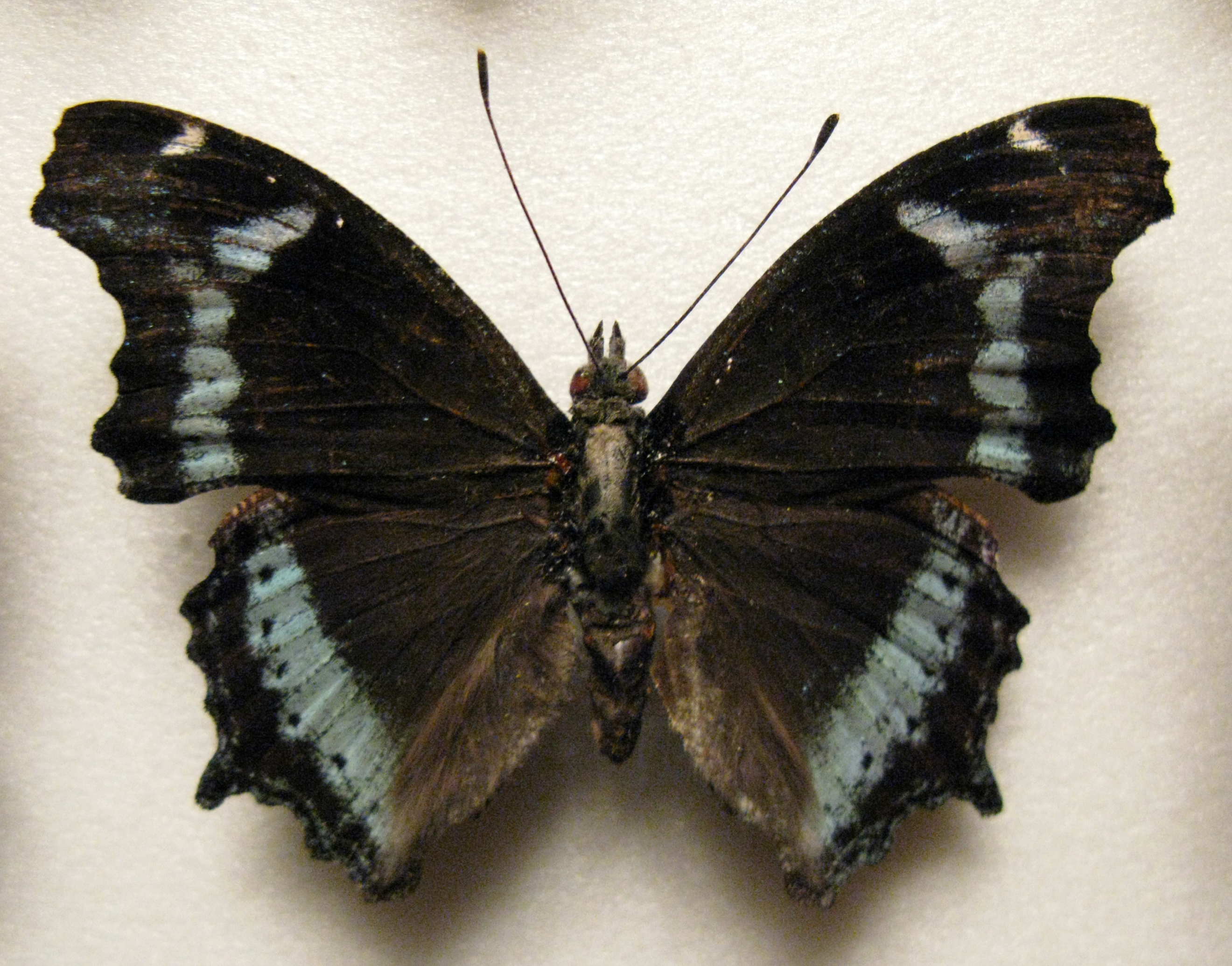